# Båstadsdemonstrationen 1975

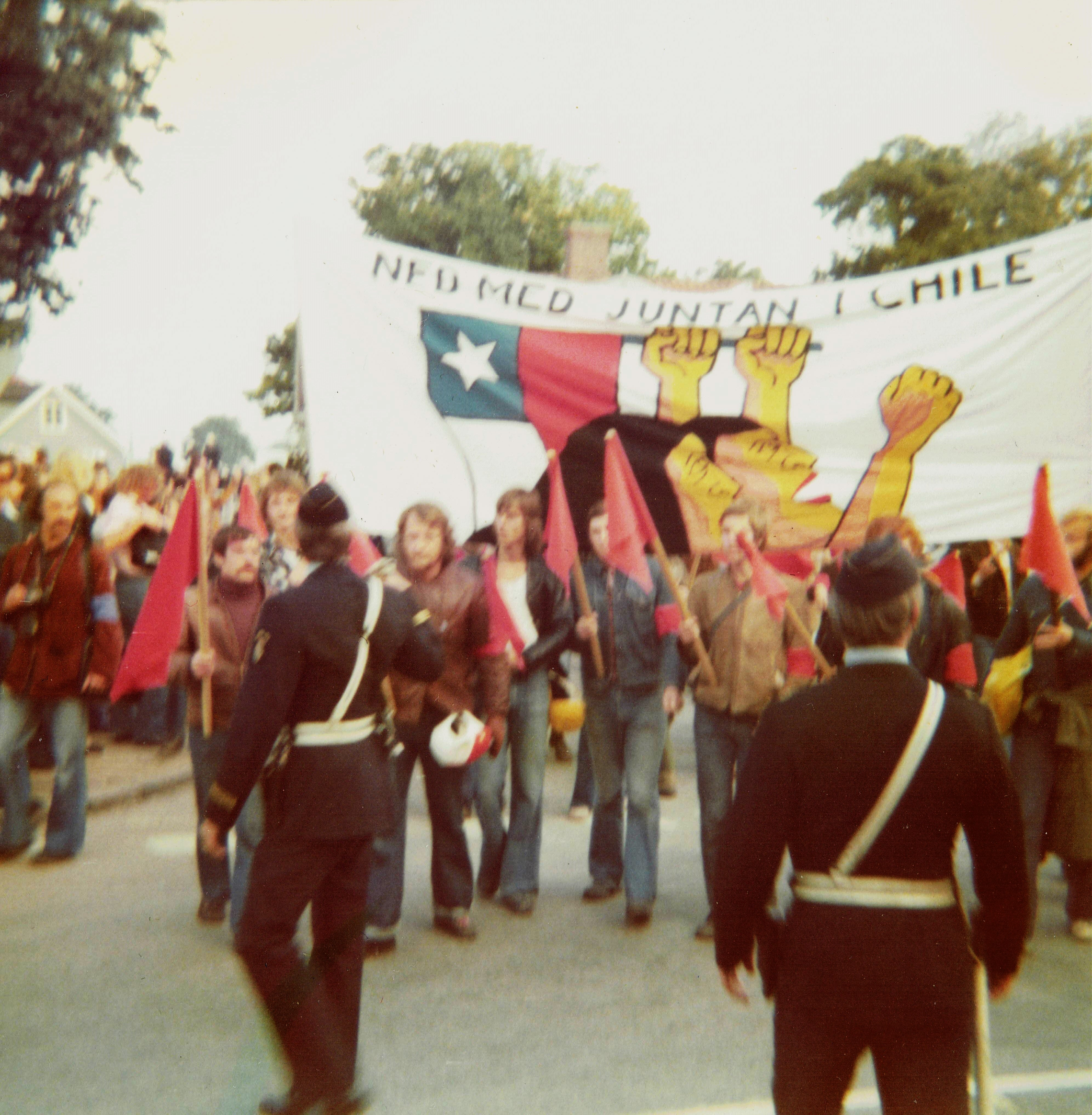
Foto: Elias Werne

Båstadsdemonstrationen den 20 september 1975 var riktad mot en Davis Cup-match mellan Sverige och Chile 1975. 
På grund av militärkuppen i Chile 1973, då Allende störtades av en militärjunta ledd av general Pinochet, och det blodbad som därpå följde inne på Nationalstadion i Santiago de Chile (där VM-finalen i fotboll spelats 11 år tidigare, 1962), så ansåg många att Sverige inte skulle spela tennis mot detta land. 
Omkring 6 000 demonstranter samlades med samma uppsåt som i Rhodesia-matchen 1968, det vill säga att stoppa matchen, som proggbandet Hoola Bandoola Band dessutom hade skrivit en låt om. Men året innan hade Björn Borg satt ordentlig fart på intresset för tennis i Sverige, bland annat genom sin första Grand Slamtitel i öppna franska mästerskapen 1974. 
Polisen hade, vis av erfarenheterna från 1968, samlat avsevärt större styrkor och matchen kunde spelas utan några incidenter. Vid Malens Torg stannade demonstranterna och började skandera slagord mot militärjuntan. Visselrop och sirener användes också för att man skulle höras till centrecourten. Efter demonstrationen upplöstes allt mycket stilla och demonstranterna städade till och med upp efter sig. Det förekom aldrig något våld i någon väsentlig utsträckning. Sverige besegrade Chile och lyckades i december samma år med att för första gången någonsin vinna Davis Cup.